# Lijst van muurformules in Leiden
Op diverse muren in de Nederlandse universiteitsstad Leiden zijn vanaf 2015 wetenschappelijke formules aangebracht. Het idee kwam van twee natuurkundigen: Sense Jan van der Molen en Ivo van Vulpen. In samenwerking met de Gemeente Leiden en Stichting TegenBeeld (die eerder zorgde voor meer dan 100 gedichten op Leidse muren) wordt een tiental wis- en natuurkundige formules op huismuren aangebracht. De oorspronkelijke bedenkers van de formules hebben in de meeste gevallen een link met de stad Leiden.
| Foto | Wetenschapper                      | Omschrijving          | Formule | Adres                                | Sinds          | Nummer |
| ---- | ---------------------------------- | --------------------- | --- | ------------------------------------ | -------------- | ------ |
|      | Douwe Breimer                      | Pharmacokinetics      | | Hortus Botanicus                     | november 2023  | 9      |
|      | Johannes Diderik van der Waals     | gaswet                | {\displaystyle \left(p+{\frac {an^{2}}{V^{2}}}\right)\left(V-nb\right)=nRT} | Fruinlaan                            | oktober 2020   | 8      |
|      | Christiaan Huygens                 | slingerbeweging       | {\displaystyle T=2\pi {\sqrt {\frac {l}{g}}}} | Plaatsteeg (De Brandmeester)         | juli 2019      | 7      |
|      | George Uhlenbeck & Samuel Goudsmit | spin (elektronen)     | {\displaystyle S_{z}=\pm {\tfrac {1}{2}}\hbar } | Gerecht 13                           | september 2017 | 6      |
|      | Jan Hendrik Oort                   | oortconstanten        | {\displaystyle A={\tfrac {1}{2}}\left({\frac {V_{0}}{R_{0}}}-\left.{\frac {\mathrm {d} v}{\mathrm {d} r}}\right\|_{R_{0}}\right)}, {\displaystyle B=-{\tfrac {1}{2}}\left({\frac {V_{0}}{R_{0}}}+\left.{\frac {\mathrm {d} v}{\mathrm {d} r}}\right\|_{R_{0}}\right)} | Witte Singel (t.o. Oude Sterrewacht) | juli 2017      | 5      |
|      | Hendrik Lorentz                    | lengtecontractie      | {\displaystyle l=l_{0}{\sqrt {1-{\frac {v^{2}}{c^{2}}}}}={\frac {l_{0}}{\gamma }}} | Haagweg                              | juli 2017      | 4      |
|      | Willebrord Snellius                | wet van Snellius      | {\displaystyle n_{1}\sin \theta _{1}=n_{2}\sin \theta _{2}} | Sint Jorissteeg-hoek Hogewoerd       | november 2016  | 3      |
|      | Hendrik Lorentz                    | lorentzkracht         | {\displaystyle \mathbf {F} _{L}=\mathbf {F} _{e}+\mathbf {F} _{b}=q(\mathbf {E} +\mathbf {v} \times \mathbf {B} )} | Groenesteeg-hoek Hooigracht          | november 2016  | 2      |
|      | Albert Einstein                    | einstein-vergelijking | {\displaystyle R_{\mu \nu }-{\tfrac {1}{2}}Rg_{\mu \nu }+\Lambda g_{\mu \nu }={\frac {8\pi G}{c^{4}}}T_{\mu \nu }} | Lange Sint Agnietenstraat            | december 2015  | 1      |